# Episodi di Doctor Who (serie televisiva 1963) (ventiduesima stagione)
Questa voce contiene l'elenco dei 13 episodi della ventiduesima stagione della serie TV Doctor Who, interpretata da Colin Baker nel ruolo del Sesto Dottore.
Per questa stagione la produzione decide di passare dall'ormai storico formato da 25 minuti a episodio a quello da 45, dimezzando conseguentemente la quantità di episodi: questo formato verrà però abbandonato nella successiva stagione per essere ripreso solo nella nuova serie del 2005. Nelle repliche, tuttavia, gli episodi furono spesso suddivisi nuovamente in parti da 25 minuti.
Gli episodi di questa stagione sono andati in onda nel Regno Unito dal 5 gennaio al 30 marzo 1985 e sono del tutto inediti in Italia. Come per tutte le stagioni della serie classica, gli episodi vengono suddivisi in "macrostorie" (in inglese, serial) con una propria continuità narrativa e un proprio titolo, qui indicato nella colonna "Titolo serial" della tabella.
| nº | Titolo originale            | Titolo italiano | Prima TV UK      | Prima TV Italia | Titolo serial            |
| -- | --------------------------- | --------------- | ---------------- | --------------- | ------------------------ |
| 1  | Attack of the Cybermen I    |                 | 5 gennaio 1985   |                 | Attack of the Cybermen   |
| 2  | Attack of the Cybermen II   |                 | 12 gennaio 1985  |                 | Attack of the Cybermen   |
| 3  | Vengeance on Varos I        |                 | 19 gennaio 1985  |                 | Vengeance on Varos       |
| 4  | Vengeance on Varos II       |                 | 26 gennaio 1985  |                 | Vengeance on Varos       |
| 5  | The Mark of the Rani I      |                 | 2 febbraio 1985  |                 | The Mark of the Rani     |
| 6  | The Mark of the Rani II     |                 | 9 febbraio 1985  |                 | The Mark of the Rani     |
| 7  | The Two Doctors I           |                 | 16 febbraio 1985 |                 | The Two Doctors          |
| 8  | The Two Doctors II          |                 | 23 febbraio 1985 |                 | The Two Doctors          |
| 9  | The Two Doctors III         |                 | 2 marzo 1985     |                 | The Two Doctors          |
| 10 | Timelash I                  |                 | 9 marzo 1985     |                 | Timelash                 |
| 11 | Timelash II                 |                 | 16 marzo 1985    |                 | Timelash                 |
| 12 | Revelation of the Daleks I  |                 | 23 marzo 1985    |                 | Revelation of the Daleks |
| 13 | Revelation of the Daleks II |                 | 30 marzo 1985    |                 | Revelation of the Daleks |

## Attack of the Cybermen
- Diretto da: Matthew Robinson
- Scritto da: Paula Moore
- Dottore: Sesto Dottore (Colin Baker)
- Compagni di viaggio: Peri Brown (Nicola Bryant)

### Trama
Il TARDIS è comandato dal mercenario Lytton e da un gruppo di Cybermen, che usano un'altra macchina del tempo catturata per viaggiare fino al 1985. Lì, i Cybermen intendono usare la cometa di Halley per annientare la Terra, impedendo così la distruzione del loro pianeta natale Mondas nel 1986, alterando così il corso della storia. Preso prigioniero su Telos, il Dottore e Peri scappano e si alleano con i nativi Cryons. Ma al fine di fermare il piano dei Cybermen, potrebbero dover ricorrere proprio all'aiuto del misterioso Lytton, le cui motivazioni rimangono ancora un mistero per tutti.

## Vengeance on Varos
- Diretto da: Ron Jones
- Scritto da: Philip Martin
- Dottore: Sesto Dottore (Colin Baker)
- Compagni di viaggio: Peri Brown (Nicola Bryant)

### Trama
Quando il TARDIS esaurisce il minerale vitale Zyton-7, il Dottore effettua un atterraggio di emergenza sul pianeta Varos, che è ricco di minerali. Varos è un'ex colonia penale i cui abitanti ora traggono piacere esclusivamente dalle torture televisive che continuamente passano sui loro schermi. Il Governatore di Varos è impegnato in negoziati con lo spietato uomo d'affari Slug Sil, che sta cercando di imbrogliare i Varosiani privandoli del loro giusto profitto sullo Zyton-7. Spetta al Dottore e Peri fermare i piani di Sil, e rompere il circolo vizioso nel quale i nativi di Varos sono precipitati guardando quotidianamente orrori in televisione.

## The Mark of the Rani
- Diretto da: Sarah Hellings
- Scritto da: Pip & Jane Baker
- Dottore: Sesto Dottore (Colin Baker)
- Compagni di viaggio: Peri Brown (Nicola Bryant)

### Trama
Il TARDIS viene attratto sulla Terra durante le rivolte luddiste. Lì, il Maestro sta ancora una volta cercando di alterare la storia del pianeta, mentre è presente anche una malvagia Signora del Tempo chiamata Rani, che estrae sostanze chimiche dal cervello dei lavoratori locali per suo uso personale. Come risultato degli esperimenti di Rani, la rivolta tra i lavoratori si sta intensificando, minacciando il lavoro del famoso ingegnere George Stephenson. Spetta al Dottore e a Peri sventare la difficile collaborazione tra i due cattivi e ripristinare la storia della Terra al suo giusto corso.
- Guest star: Kate O' Mara (La Rani)

## The Two Doctors
- Diretto da: Peter Moffatt
- Scritto da: Robert Holmes
- Dottore: Sesto Dottore (Colin Baker), Secondo Dottore (Patrick Troughton)
- Compagni di viaggio: Peri Brown (Nicola Bryant), Jamie McCrimmon (Frazer Hines)

### Trama
I Signori del Tempo inviano il Secondo Dottore e Jamie alla stazione spaziale Camera, per mettere fine ai pericolosi esperimenti temporali lì condotti da Dastari, un vecchio amico del Dottore. Dastari ha potenziato geneticamente un selvaggio Androgum di nome Chessene, che ha stretto un'alleanza con i Sontaran. Loro rapiscono il Dottore e lo portano a Seville, dove pianificano di isolare l'imprimatur di Rassilon: il codice genetico che permette ai Signori del Tempo di viaggiare nello spazio-tempo. Il Sesto Dottore e Peri recuperano Jamie e seguono gli altri a Seville, in una corsa contro il tempo con in gioco il passato e il futuro del Dottore.

## Timelash
- Diretto da: Pennant Roberts
- Scritto da: Glen McCoy
- Dottore: Sesto Dottore (Colin Baker)
- Compagni di viaggio: Peri Brown (Nicola Bryant)

### Trama
Il Dottore e Peri arrivano su Karfel, pianeta governato dall'enigmatico tiranno conosciuto come "Il Borad" che esercita il suo potere attraverso un tunnel spazio-temporale chiamato Timelash. Indagando, il Dottore scopre che il Timelash collega Karfel alla Scozia del diciannovesimo secolo, dove un giovane H. G. Wells viene coinvolto negli schemi di Borad. Nel frattempo, Borad alimenta i venti di guerra con i vicini di Karfel, i Bandrils. Prevede di usare il conflitto per ripopolare Karfel con esseri come lui: un incrocio orribilmente mutato tra un morlox umano e un rettile. E Peri sarà la prima...

## Revelation of the Daleks
- Diretto da: Graeme Harper
- Scritto da: Eric Saward
- Dottore: Sesto Dottore (Colin Baker)
- Compagni di viaggio: Peri Brown (Nicola Bryant)

### Trama
Il Dottore e Peri vanno su Necros per partecipare ai funerali di un vecchio amico del Dottore. Lì scoprono che Davros si sta spacciando come curatore del "Grande Guaritore del Tranquillo Riposo", una famosa istituzione in cui i malati terminali possono essere collocati in animazione sospesa fino a quando non si trova una cura per il loro disturbo. Davros sta effettuando esperimenti sui corpi in coma per produrre una nuova razza di Dalek a lui fedeli. Per sconfiggere il suo vecchio nemico, il Dottore potrebbe non avere altra scelta che allearsi con gli originali Dalek provenienti dal pianeta Skaro.